# Blèves
Blèves é uma comuna francesa na região administrativa do País do Loire, no departamento de Sarthe. Estende-se por uma área de 2.04 km². Em 2010 a comuna tinha 113 habitantes (densidade: 55,4 hab./km²).